# Sinclair BASIC
Sinclair BASIC je varianta programskega jezika BASIC in hkrati tudi operacijski sistem ZX Spectruma in njegove različice.